# Apocalipsis 8
Apocalipsis 8 es el octavo capítulo del Libro del Apocalipsis o Apocalipsis de Juan en el Nuevo Testamento de la  Biblia cristiana. El libro se atribuye tradicionalmente a Juan el Apóstol, pero la identidad exacta del autor sigue siendo un punto de debate académico.
En el Versículo 1, la apertura del séptimo sello concluye una sección que comienza en capítulo 6 que registra la apertura de los «Siete sellos». Los versículos 2-13 y Apocalipsis 9 a Apocalipsis 11 contienen un relato relativo al toque de las «Siete trompetas». En el capítulo 8, suenan las trompetas de los cuatro primeros ángeles.

## Texto
El texto original fue escrito en griego koiné. Este capítulo está dividido en 13 Versículos.

### Testigos textuales
Algunos manuscritos antiguos que contienen el texto de este capítulo son, entre otros:.
- Papiro 115 (ca. 275 d. C.; existen los Versículos 3-8, 11-13)
- Códice Sinaítico (330-360)
- Codex Alexandrinus (400-440)
- Codex Ephraemi Rescriptus (ca. 450; se conservan los Versículos 1-4)

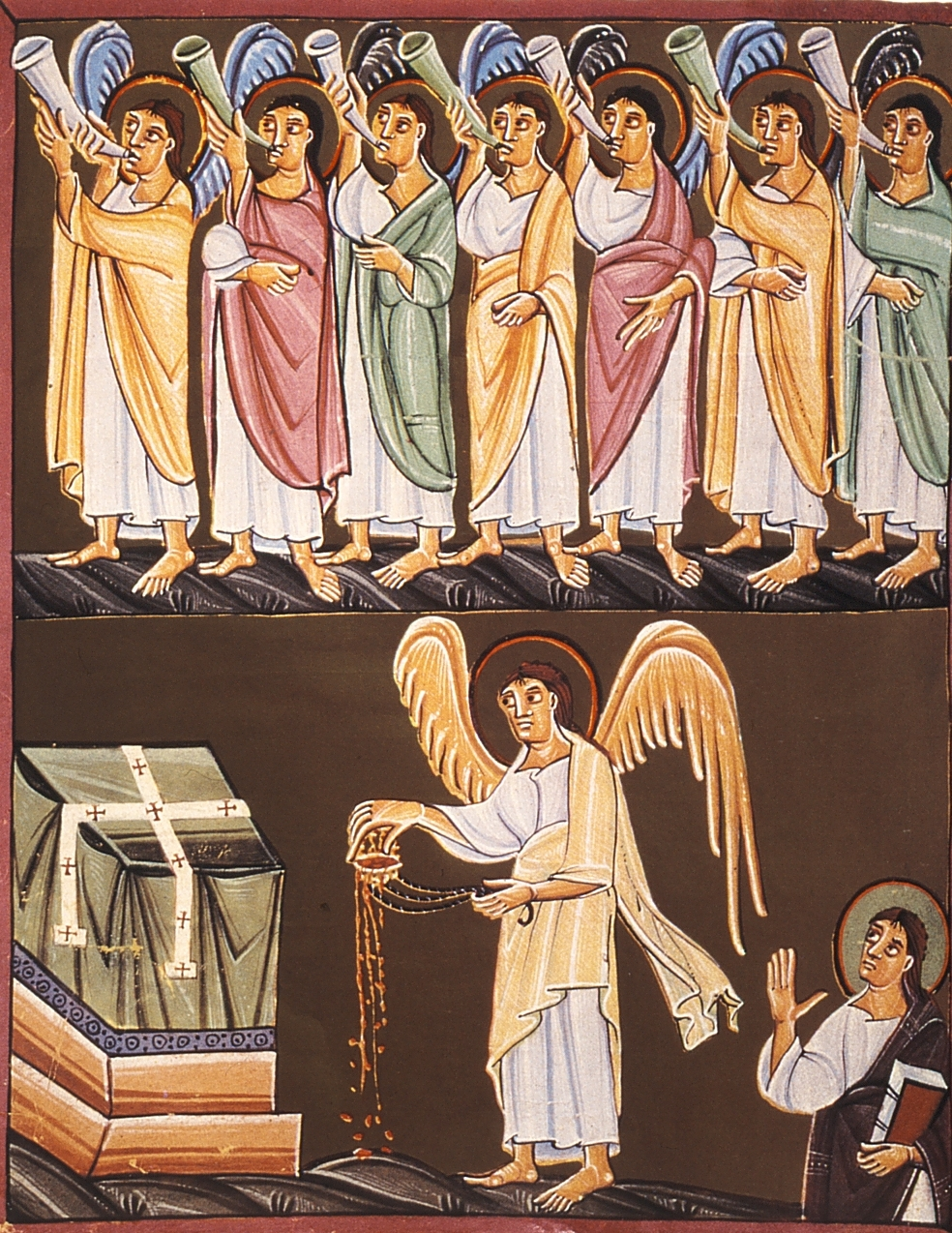
Los siete ángeles con siete trompetas, y el ángel con un incensario, del Apocalipsis de Bamberg.

## Consideraciones previas
El silencio que se produce tras abrirse el séptimo sello es signo de la expectación ansiosa ante lo que va a desvelarse. «La oración contemplativa es silencio, este “símbolo del mundo venidero” o “amor silencioso” (S. Juan de la Cruz, Carta 6).
Es un silencio que da cabida a la oración de los santos simbolizada en los perfumes: «La oración contemplativa es silencio, este símbolo del mundo venidero o “amor silencioso” El silencio tras la apertura del séptimo sello simboliza un momento de intensa expectación y oración, donde el Padre revela su Verbo encarnado y el Espíritu Santo nos une a la oración de Jesús. Este sello da inicio al septenario de las siete trompetas, cuyo sonido desata los juicios de Dios, narrados en los capítulos 8 y 9, y que guardan paralelismo con las plagas de Egipto. La séptima trompeta introduce las siete copas, pero antes el autor intercala un intervalo.

## El Séptimo Sello (8:1-5)

### Versículo 1
Cuando Él (el Cordero) abrió el séptimo sello, hubo silencio en el cielo durante una media hora..
«El silencio en el cielo, que dura aproximadamente media hora, comienza en el lugar donde aún resuenan los cánticos de alabanza (Revelación 7:10-12)." La Biblia Expandida describe el silencio como «una pausa dramática inducida por el asombro». El silencio en la presencia de Dios es evocado por varios de los profetas menores: Habacuc 2:20, Zefanías 1:7 y Zacarías 2:13.

### Versículo 2
Y vi a los siete ángeles que estaban delante de Dios, y les fueron dadas siete trompetas.
- «Los siete ángeles que están delante de Dios»: Heinrich Meyer señala que se trata de «siete ángeles particulares, no llamados “arcángeles”, que, con cierta precedencia sobre todos los demás, están delante de Dios».[14] En el deuterocanónico Libro de Tobías, Rafael se presenta como «el ángel Rafael, uno de los siete, que están delante del Señor».[18] W. H. Simcox, en el comentario Cambridge Bible for Schools and Colleges, sugiere que el pasaje de Tobías hace referencia a «una creencia popular judía en cuanto a estos ángeles» y que «la visión de San Juan se expresa en términos de esa creencia y, puede pensarse con justicia, la sanciona con su autoridad profética».[4]>

### Versículo 3
Y otro ángel vino y se paró junto al altar, teniendo un incensario de oro; y le fue dado mucho incienso, para que lo ofreciese con las oraciones de todos los santos sobre el altar de oro que estaba delante del trono. 

## Las cuatro primeras trompetas (8:6-12)
Similar a los primeros cuatro sellos, 'las primeras cuatro trompetas' forman un' cuarteto', cada una afectando un cuarto de las cuatro regiones de la creación de Dios: tierra, mar, agua dulce, y cielos (cf. Revelation 14:7).

### Versículo 6
Y los siete ángeles que tenían las siete trompetas se prepararon para tocar. 
Mayer señala que «esto incluye el agarre de las trompetas de tal manera que podían llevarlas a la boca».

### Versículo 7
Y el primero tocó la trompeta, y hubo granizo y fuego mezclado con sangre, y fue arrojado a la tierra, y un tercio de la tierra fue quemada, y un tercio de los árboles fueron quemados, y toda la hierba verde fue quemada.

### Versículo 8
Entonces el segundo ángel tocó la trompeta, y una gran montaña de fuego fue arrojada al mar. Un tercio del agua del mar se convirtió en sangre,

### Versículo 11
Y el nombre de la estrella se llama Ajenjo: y la tercera parte de las aguas se convirtió en ajenjo; y muchos hombres murieron a causa de las aguas, porque se hicieron amargas.

## Antes de las tres últimas trompetas (8:13)
Esta parte sirve como un marcador (similar a los otros en Revelation 9:12; Revelation 11:14) para indicar la secuencia de los ayes y hacer consciente el '(lento) progreso' de las aterradoras plagas.

### Versículo 13
Y miré, y oí a un ángel que volaba por en medio del cielo, diciendo a gran voz: «¡Ay, ay, ay de los habitantes de la tierra, a causa de los restantes toques de trompeta de los tres ángeles que están a punto de sonar!»
- «Ángel» (griego: ἀγγέλου, angelou): en King James Version y New King James Version basadas en el Textus Receptus;[27] NU y M{efn|NU: 'la 27ª edición del Nuevo Testamento Griego Nestle-Aland' y 'la 4ª edición Sociedades Bíblicas Unidas'; M:'el Nuevo Testamento Griego según el Texto Mayoritario'. Léase «águila»[28] (ἀετοῦ, aetou)[27] basado en Papyrus 115, Codex Sinaiticus y Codex Alexandrinus..[29]

#### Comentarios a los versículos 7-13
El sonido de las trompetas en el Apocalipsis representa la voz de Dios que proclama y ejecuta el juicio por los pecados de la humanidad. Las primeras cuatro trompetas (Ap 8,7-12) anuncian calamidades comparables a las plagas de Egipto, pero de mayor magnitud, afectando la creación de Dios: la tierra, el mar, las aguas y los astros. La aparición del águila (v. 13), probablemente un ángel, genera expectación y temor ante los eventos que traerán las tres trompetas restantes. Estas trompetas son introducidas con tres lamentos de dolor y compasión por los juicios venideros. Los "habitantes de la tierra" se refieren a los idólatras y perseguidores de los fieles, quedando excluidos aquellos que permanecen fieles a Cristo y no han sucumbido a sus enemigos.